# Vasil Bobinski
Vasil Petrovich Bobinski, en ucraniano: Василь Петрович Бобинський, en ruso: Василий Петрович Бобинский, (Kristinopil, Reino de Galitzia y Lodomeria, Austria-Hungría, 11 de marzo de 1898 - en un gulag en la Unión Soviética, 2 de enero de 1938) fue un escritor, periodista y traductor ucraniano.

## Vida
Vasil Bobinski nació en 1898 en Kristinopil en el distrito de Sokal de Galitzia, hoy Chervonohrad en el Óblast de Leópolis, en una familia de trabajadores ferroviarios y asistió a la escuela secundaria en Leópolis y Viena. Participó en la Primera Guerra Mundial desde 1916, como soldado en los Fusileros Sich de Ucrania y entre 1918 y 1920 fue soldado en el Ejército de Galitzia de Ucrania [Червона Українська Галицька Армія (ЧУГА)]. Durante este tiempo se imprimieron sus primeras publicaciones. En 1919, la colección de poemas El nártex del templo [В притворі храму], caracterizada por su investigación estéticamente modernista. Luchó del lado del ejército de la Galitzia ucraniana hasta 1920, cuando se convirtió en comunista en Kiev y cambió al lado del Ejército Rojo de Ucrania. En Kiev también conoció a los poetas modernistas ucranianos Dmitro Zahul y Yakiv Savchenko.
En otoño de 1921 regresó a Leópolis, que mientras tanto pertenecía a la Segunda República Polaca, y desde 1923 participó en la edición de varias publicaciones legales e ilegales del Comité Central del Partido Comunista de Ucrania Occidental [Комуністична партія Західної України], por lo que fue encarcelado por primera vez en 1923. Trabajó como editor del semanario Luz [Світло] y desde noviembre de 1927 fue editor de la revista mensual Ventanas [Вікна] en torno a la cual se concentraron los escritores proletarios de Galitzia. Gracias a las actividades de esta revista, en mayo de 1929 se llevó a cabo la primera reunión de escritores proletarios de Ucrania occidental y se fundó el grupo literario proletario Arriba [Горно]], que organizó junto con Yaroslav Halan. El 1 de mayo de 1926, la policía polaca cerró el periódico Luz y Bobinski fue encarcelado durante 5 meses en una prisión donde también estaba encarcelado Iván Frankó. En vísperas del décimo aniversario de la Revolución de Octubre, se le otorgó el Premio del Comisariado del Pueblo para la Educación de la República Socialista Soviética de Ucrania por motivos políticos.
Tras su liberación de la prisión, emigró con su esposa e hijo a principios de la década de 1930, por recomendación del Comité Central del Partido Comunista de Ucrania, a Járkov en la Ucrania bolchevique, donde comenzó a estudiar en el Instituto Literario Tarás Shevchenko de la Academia Nacional de Ciencias de Ucrania.
El 28 de diciembre de 1933 fue arrestado y acusado de «actividades del servicio secreto en el extranjero y en la Ucrania soviética». El 28 de febrero de 1934 fue condenado a tres años de prisión en un campo penal y de trabajo y asignado a la construcción del canal Moscú-Volga. No mucho después de su liberación, en 1937, fue arrestado de nuevo y el 2 de abril de 1938 condenado a la pena máxima (fusilamiento) en virtud del artículo 58-6 del Código Penal de la República Socialista Federativa Soviética de Rusia. El veredicto fue ejecutado el 2 de enero de 1938.
El 26 de octubre de 1956 fue rehabilitado póstumamente.

## Obra
Vasil Bobinski escribió poemas y folletos contra las autoridades polacas y la Iglesia. Su poesía se distinguió por su profundidad, elegancia de forma y brillo de imágenes. Su legado literario consta de las antologías El nártex del templo [В притворі храму] (1919), La noche del amor (1923), El misterio del baile (1924), Poesía 1920-1928 (1930) < el poema La muerte de Franko [Смерть Франка].
Además era crítico literario, hablaba con fluidez polaco, ruso, francés y alemán y traducía obras del ruso, polaco y francés al ucraniano. Estaba fascinado por la literatura de Europa occidental, especialmente por el poeta francés Arthur Rimbaud, a quien también tradujo.